# Zardoz
Zardoz je britský postkatastrofický sci-fi film z roku 1974. Scenáristou, producentem i režisérem byl John Boorman, hlavní role ztvárnili Sean Connery a Charlotte Rampling.
Film je mnohovrstevnatou mozaikou spojující etické, filosofické a fantastické motivy.